# Сестри Мирабал
Сестрите Мирабал (на испански: hermanas Mirabal) са четири сестри от Доминиканската република, три от които (Патрия, Минерва и Мария Тереза) се противопоставят на диктатурата на Рафаел Трухильо (el Jefe) и участват в тайни дейности срещу режима му. Трите сестри са убити на 25 ноември 1960 г. Последната сестра, Адела „Деде“, която по това време не участва в политически дейности, умира от естествена смърт на 1 февруари 2014 г..
Убийствата превръщат сестрите Мирабал в „символи както на народната, така и на феминистката съпротива“ През 1999 г. в тяхна чест Общото събрание на ООН обявява 25 ноември за Международен ден за премахване на насилието срещу жените.

## Семейство Мирабал
Семейство Мирабал са земеделци от централния регион Сибао в Доминиканската република и имат ферма в село Охо де Агуа, близо до град Салседо. Сестрите са смятани за част от социалния елит и са отгледани от родителите си Енрике Мирабал Фернандес и Мерседес Рейес Камило. След като Рафаел Трухильо поема властта, е прието в домакинството да има негова снимка, но в дома на Мирабал никога не е имало снимка на Трухильо и впоследствие са смятани за хора, несъгласни с режима на Трухильо.

### Патриа Мерседес Мирабал Рейес
Патрия Мерседес Мирабал Рейес (27 февруари 1924 г. – 25 ноември 1960 г.), по-известна като Патрия, е най-възрастната от четирите сестри Мирабал. Когато е на 14 години, родителите ѝ я изпращат в католически пансион, Colegio Inmaculada Concepción в Ла Вега. Напуска училището на 17 години и се омъжва за Педро Гонсалес, фермер, който по-късно ѝ помага да се противопостави на режима на Трухильо.
Патрия има три деца. Веднъж тя казва: „Не можем да позволим децата ни да растат в този корумпиран и тираничен режим. Трябва да се борим срещу него и аз съм готова да се откажа от всичко, дори от живота си, ако е необходимо“.

### Белгика Адела Мирабал Рейес
Белгика Адела Мирабал Рейес (1 март 1925 г. – 1 февруари 2014 г.), по-известна като Деде, е втората дъщеря на семейство Мирабал За разлика от сестрите си, тя не учи в колеж, а поема ролята на традиционната домакиня и помага на баща си в семейния бизнес. Патриархът на семейство Мирабал, Енрике, умира след политическото си затворничество и Деде поема семейните финанси. Тя не се включва в политическата дейност на сестрите си. След убийството на сестрите си Деде поема грижите за децата им. Между 1992 и 1994 г. Деде основава Фондация „Сестри Мирабал“ и Музей „Сестри Мирабал“, за да продължи наследството на сестрите си. Деде е последната оцеляла сестра от семейството. Тя умира на 88-годишна възраст и през целия си живот изповядва, че съдбата ѝ е да оцелее, за да може да „разкаже тяхната история“.

### Мария Аржентина Минерва Мирабал Рейес
Мария Аржентина Минерва Мирабал Рейес (12 март 1926 г. – 25 ноември 1960 г.), по-известна като Минерва, е третата дъщеря. На 12-годишна възраст тя следва Патриа в Colegio Inmaculada Concepción. През 1949 г. семейство Мирабал е поканено на парти за местния елит, където Минерва за първи път привлича вниманието на Рафаел Трухильо, дотолкова, че Мирабал са поканени на друго парти от самия Трухильо. На това парти Трухильо отправя още сексуални предложения към Минерва, която отхвърля предложенията му. След като Минерва отхвърля Трухильо, родителите ѝ забраняват на Минерва да се запише в юридическия факултет поради опасения, че ще се забърка
След като Минерва отхвърля Трухильо, родителите ѝ забраняват на Минерва да се запише в юридическия факултет, защото се опасяват, че тя ще се замеси в политиката и накрая ще бъде убита. Въпреки това, след като виждат колко разстроена е Минерва, родителите ѝ отстъпват шест години по-късно и тя се записва в университета в Санто Доминго, където по-късно се дипломира с отличие. Минерва е първата жена, завършила право в Доминиканската република. Заради предишния ѝ отказ на ухажванията на Трухильо, когато Минерва се дипломира, от дипломата ѝ са отнети отличията и в крайна сметка ѝ е отказан лиценз за упражняване на адвокатска професия.
В университета тя се запознава със съпруга си Маноло Таварес Хусто, който ще ѝ помогне в борбата с режима на Трухильо. Минерва е най-гласовитата и радикална от дъщерите на Мирабал. Според теоложката Нанси Пинеда-Мадрид, тя е арестувана и тормозена многократно по заповед на самия Трухильо. Според историка Бернард Дидерих, Минерва Мирабал е арестувана два пъти; за пръв път е вкарана в затвора през януари 1960 г., в началото на вълната от репресии срещу членовете на 1J4, при която „стотици членове на 1J4 са събрани и измъчвани“. Веднъж тя казва: „Източник на щастие е да се направи всичко, което може да се направи за нашата страна, която страда от толкова много мъки. Тъжно е да се стои със скръстени ръце“

### Антония Мария Тереса Мирабал Рейес
Антония Мария Тереса Мирабал Рейес (15 октомври 1935 г. – 25 ноември 1960 г.), по-известна като Мария Тереса, е четвъртата и най-малка дъщеря. Тя учи в Colegio Inmaculada Concepción, завършва Liceo de San Francisco de Macorís през 1954 г. и продължава в университета в Санто Доминго, където учи математика.
По-късно в живота си Мария Тереса се среща с Леандро Гусман. По време на запознанството си, преди да позволи на Леандро да я държи за ръка, Мария Тереса го пита какво е отношението на семейството му към Трухильо. Леандро отговаря: „... няма проблем. Вкъщи това беше първото нещо, което научих... да мразя Трухильо“. След този отговор Мария Тереса му позволява да държи ръката ѝ и в крайна сметка те се женят, след като тя завършва образованието си. Мария Тереса е повлияна от политическите възгледи на по-голямата си сестра Минерва и се включва в тайните дейности срещу режима на Трухильо. в резултат на това е тормозена и арестувана по пряка заповед на Трухильо Тя много се възхищава на по-голямата си сестра Минерва и се запалва по политическите ѝ възгледи. веднъж казва: „Може би това, което ни е най-близко, е смъртта, но тази идея не ме плаши. Ние ще продължим да се борим за това, което е справедливо“.

## Политически дейности
Докато учи в Colegio Inmaculada Concepción, Минерва научава, че бащата на приятелката ѝ Дейзи Ариза е убит от Трухильо заради съпротива срещу режима. Това събитие, заедно с много други, повлиява на борбата на Минерва срещу режима. Минерва се включва в политическото движение срещу Трухильо, който е официален президент на страната от 1930 г. до 1938 г. и от 1942 г. до 1952 г., но управлява задкулисно като диктатор от 1930 г. до убийството си през 1961 г. Сестрите на Минерва я последват в движението: първо Мария Тереса, която се присъединява, след като остава в дома на Минерва и научава за дейността ѝ, и след това Патрия, която се присъединява, след като става свидетел на клане, извършено от някои от хората на Трухильо, докато е на религиозна екскурзия. Деде не се присъединява, отчасти защото съпругът ѝ, Хаимито, не е съгласен [необходимо позоваване].
Съпрузите на Минерва, Мария Тереса и Патрия са сред лидерите на Движението от 14 юни, наречено 1J4. Движението е създадено в подкрепа, а след това и в чест на доминиканските емигранти, които нахлуват от Куба и са измъчвани и убити на 14 юни 1959 г. Всички в семейството, включително децата тийнейджъри на Патрия, помагат за разпространението на брошури с информация за многото хора, които Трухильо е убил, и се снабдяват с материали за оръжия и бомби, които да използват, когато евентуално се вдигнат на открито въстание. В рамките на групата сестрите се наричат „Las Mariposas“ („Пеперудите“), по нелегалното име на Минерва. Тайното движение е разкрито седмици след основаването му, което води до опожаряването на къщата на Патриас (където групата се среща) и до арестите на Мария Тереса и Минерва.
През 1960 г. Минерва и Мария Тереса са в затвора от 22 януари до 7 февруари, а след това от 18 май до 9 август. Те не са измъчвани благодарение на нарастващата международна опозиция срещу режима на Трухильо. Патрия никога не е арестувана, но съпругът ѝ и синът ѝ са вкарани в затвора. Тримата съпрузи са затворени през януари в затвора Ла Виктория в Санто Доминго, а след това, през ноември, двама от тях са преместени в Пуерто Плата.
През 1960 г. Организацията на американските държави осъжда действията на Трухильо и изпраща наблюдатели. Минерва и Мария Тереса са освободени, но съпрузите им остават в затвора. На възпоменателния уебсайт „Научи се да питаш“ авторът пише: „Независимо колко пъти Трухильо ги е вкарвал в затвора, независимо колко от имотите и вещите им е конфискувал, Минерва, Патриа и Мария Тереса отказват да предадат мисията си да възстановят демокрацията и гражданските свободи в островната държава“.

## Убийство
На 25 ноември 1960 г. Патрия, Минерва, Мария Тереса и шофьорът им Руфино де ла Круз потеглят за посещение на затвора съпрузите на Мария Тереса и Минерва. Съпругът на Патрия не е в затвора, но тя ги придружава за морална подкрепа. По пътя към дома те са спрени от приближените на Трухильо. Сестрите и де ла Крус са разделени едни от други, удушени и бити до смърт с тояги. След това телата са събрани и поставени в джипа им, който е изхвърлен от планинския път в опит смъртта им да изглежда като инцидент.
След като Трухильо е убит на 30 май 1961 г., генерал Пупо Роман признава, че лично е знаел, че сестрите са убити от Виктор Алисинио Пеня Ривера, дясната ръка на Трухильо, заедно с членове на тайната му полиция. Що се отнася до това дали Трухильо е заповядал убийствата или тайната полиция е действала самостоятелно, един историк пише: „Знаем, че заповеди от такъв характер не биха могли да дойдат от орган, по-нисък от националния суверенитет. Това не е бил никой друг освен самият Трухильо; още по-малко пък е могло да се случи без неговото съгласие“. Също така един от убийците, Чириако де ла Роса, казва: „Опитах се да предотвратя катастрофата, но не можах, защото ако го бях направил, той, Трухильо, щеше да ни убие всички“.

## Последици от убийството
Според историка Бернард Дидерих убийствата на сестрите са имали „по-голям ефект върху доминиканците, отколкото повечето от другите престъпления на Трухильо“. Убийствата, пише той, „направили нещо с техния мачизъм“ и проправили пътя за убийството на самия Трухильо шест месеца по-късно.
При преразглеждането на учебната програма по история в държавните училища през 1997 г. Мирабал са признати за национални мъченици. В епохата след Балагер се наблюдава значително нарастване на почитта към сестрите Мирабал, включително изложба на техни вещи в Националния историко-географски музей в Санто Доминго.
След убийствата оцелялата сестра, Деде, посвещава живота си на съхраняване на паметта на сестрите си. Тя отглежда шестте им деца, включително Мину Таварес Мирабал, дъщеря на Минерва, която от 2002 г. е депутат от Националния окръг в долната камара на доминиканския Конгрес, а преди това е заместник-министър на външните работи (1996 – 2000 г.). От трите деца на самата Деде Хайме Давид Фернандес Мирабал е министър на околната среда и природните ресурси и бивш вицепрезидент на Доминиканската република. През 1992 г. Деде създава Фондация „Сестри Мирабал“, а през 1994 г. открива Музея на сестрите Мирабал в родния им град, Салседо. На 25 август 2009 г. публикува книгата „Vivas en su Jardín“. 30] До смъртта си през 2014 г., на 88-годишна възраст, тя живее в къщата в Салседо, където са родени сестрите.

## Памет
На 17 декември 1999 г. в чест на сестрите Мирабал, Генералната асамблея на ООН обявява 25 ноември за Международен ден за премахване на насилието над жени. С него се поставя началото на 16-дневен период на активност срещу насилието над жени. Последният ден от този период, 10 декември, е Международен ден на правата на човека.
На 21 ноември 2007 г. провинция Салседо е преименувана на провинция Ерманас Мирабал.
Станция „Eрманас Мирабал“ на метрото в Санто Доминго е наречена в тяхна чест.
На банкнотата от 200 доминикански песос са изобразени сестрите, а в тяхна памет е издадена пощенска марка.
137-метровият обелиск, който Трухильо построява през 1935 г. в чест на преименуването на столицата от Санто Доминго на Сиудад Трухильо, е покрит със стенописи в чест на сестрите. През 1997 г. телекомуникационната компания CODETEL (сега Claro) спонсорира стенопис от Елса Нуньес. На всеки няколко години стенописът се сменя.
Издигнат е паметник в чест на сестрите в Охо де Агуа, Салседо.
През 2019 г. югоизточният ъгъл на 168-а улица и Амстердам авеню във Вашингтон Хайтс, Манхатън, е обявен за „Път на сестрите Мирабал“ от Съвета на град Ню Йорк. Освен това във Вашингтон Хайтс, Манхатън, има училищен кампус „Сестрите Мирабал“.
През 2021 г. Роса Ернандес де Грулон, посланик на Доминиканската република във Франция, открива в Париж паметна плоча в чест на известните доминикански борци за съпротива, убити по време на диктатурата на Трухильо през 1960 г..
Тъй като са световно признати като символ на социалната справедливост и феминизма, сестрите вдъхновяват създаването на много организации, които се фокусират върху поддържането на наследството им живо чрез социални действия. Пример за една от тези организации е Културният и обществен център на сестрите Мирабал – организация с нестопанска цел, която се стреми да подобри положението на имигрантските семейства.